# Camponotus callistus
Camponotus callistus är en myrart som beskrevs av Carlo Emery 1911. Camponotus callistus ingår i släktet hästmyror, och familjen myror.

## Underarter
Arten delas in i följande underarter:
- C. c. bradleyi
- C. c. callistus